# Arnavutköy (distrito)
Arnavutköy é um distrito de Istambul, na Turquia, situado na parte europeia da cidade. Conta com uma população de 163 510 habitantes (2008).